# Samir de los Caños
Samir de los Caños è un comune spagnolo di 237 abitanti situato nella comunità autonoma di Castiglia e León.